# 汤姆·弗莱希曼
汤姆·弗莱希曼（英語：Tom Fleischman，1951年9月15日—）美国音频工程师和重录音混音师。他曾2次提名奥斯卡最佳音响效果奖。他是影片剪辑师迪德·艾伦和纪录片制作人、导演和作家斯蒂芬·弗莱希曼的儿子。自1978年起参与了超过170部电影的制作。2011年他因电影雨果赢得了奥斯卡最佳音响效果奖，并获得了4次提名。
除了在电影方面的工作，他还参与制作电视节目，共赢得了4项艾美奖。1986年课后特殊时间: Can A Guy Say No，2006年马丁·斯科塞斯导演的没有方向的家，2013年老鹰的历史，大西洋帝国: The Milkmaid's Lot，并且因斯科塞斯的乔治·哈里森：活在物质世界，HBO电视系列剧大西洋帝国获得艾美奖提名。

## 部分影视作品
弗莱希曼赢得了1次奥斯卡金像奖，并获得了4次提名。
获奖
- 雨果 (2011)[2]

提名
- 烽火赤焰万里情 (1981)[3]
- 沉默的羔羊 (1991)[4]
- 纽约黑帮 (2002)[5]
- 飞行家 (2004)[6]